# Oliarus atkinsae
Oliarus atkinsae är en insektsart som beskrevs av Myers 1928. Oliarus atkinsae ingår i släktet Oliarus och familjen kilstritar.
Artens utbredningsområde är Kuba. Inga underarter finns listade i Catalogue of Life.